# Sinking Island
Sinking Island — пригодницька відеогра, створена за сюжетом Бенуа Сокаля компанією White Birds Productions у 2007 році.

## Сюжет
Респектабельний готель, розташований на прекрасному кораловому острові. Тут проводять час багаті йнеймовірно заможні люди. Здається, що сама природа оберігає це місце від всякого роду подій. Але все змінюється в один момент - господар готелю виявлений мертвим, а острів раптово починає йти під воду. У гравця є всього 72 години, щоб розслідувати загадкове вбивство і встигнути врятувати своє життя. Час працює проти гравця. Варто забаритися — і частина острову піде під воду, разом із усіма доказами.

## Ігровий процес
Є два варіанти проходження гри: з обмеженням за часом, або без нього. При проходженні з обмеженням, після закінчення відпущеного терміну на розслідування, острів почне занурюватися у воду.

## Критика
Жан-Марк Оліверес з Clubic писав, що гра захопить гравців своїм сюжетом та історією. Рецензент 4Players Бодо Насер вважав, що хоча гра обіцяла таємницю вбивства, подібну до таємниць Агати Крісті, назва не виправдала себе. Ян Шнайдер з Adventure-Treff негативно порівняв світ гри з "Раєм" і "Сибірією". IGN запропонував негативну рецензію, описавши гру як "стомлююче, занурене в острівне розслідування в самому мокрому вигляді". GameSpot вважав, що гра сподобається шанувальникам пригод. Gamekult висміював складні головоломки, діалоги, що викликають сон, і відсутність сюжетного імпульсу.